# Chola-tempels
De Chola-tempels, of Grote Levende Chola-tempels in het Engels formeel aangeduid als de Great Living Chola Temples is de naam die bij de werelderfgoedinschrijving is gegeven aan drie Hindoeïstische tempels uit de periode van de Tamil-dynastie van de Chola's.  De tempels bevinden zich in de staat Tamil Nadu in Zuid-India. De tempels zijn bouwwerken uit de vroege 11e eeuw en de 12e eeuw. De initiële inschrijving op de UNESCO werelderfgoedlijst uit 1987 betrof de Brihadisvaratempel in Thanjavur. Tijdens de 28e sessie van de Commissie voor het Werelderfgoed in 2004 werd de inschrijving uitgebreid met twee bijkomende tempels.
| #       | Naam                                          | Locatie     | Coördinaten                    |
| ------- | --------------------------------------------- | ----------- | ------------------------------ |
| 250-001 | Brihadisvaratempel                            | Thanjavur   | 10° 46′ 58″ NB, 79° 07′ 54″ OL |
| 250-002 | Brihadisvaratempel van Gangaikonda Cholapuram | Jayankondam | 11° 12′ 22″ NB, 79° 26′ 56″ OL |
| 250-003 | Airavatesvaratempel                           | Dharasuram  | 10° 56′ 54″ NB, 79° 21′ 24″ OL |

## Galerij

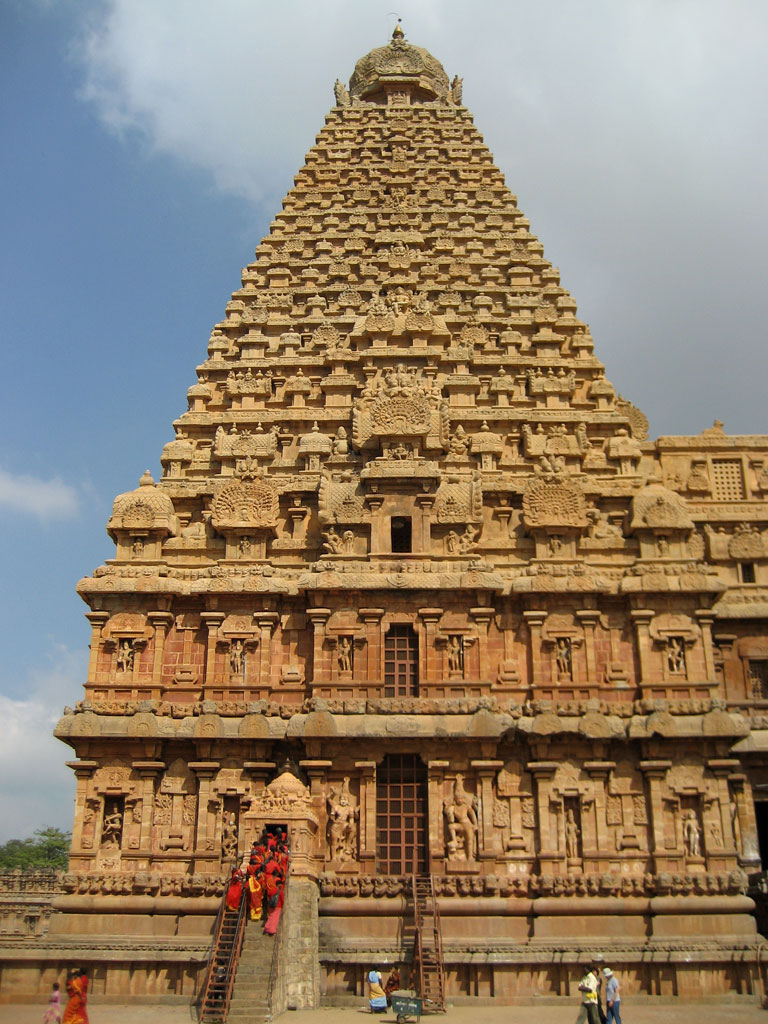
Een granieten gopuram van de tempel in Thanjavur
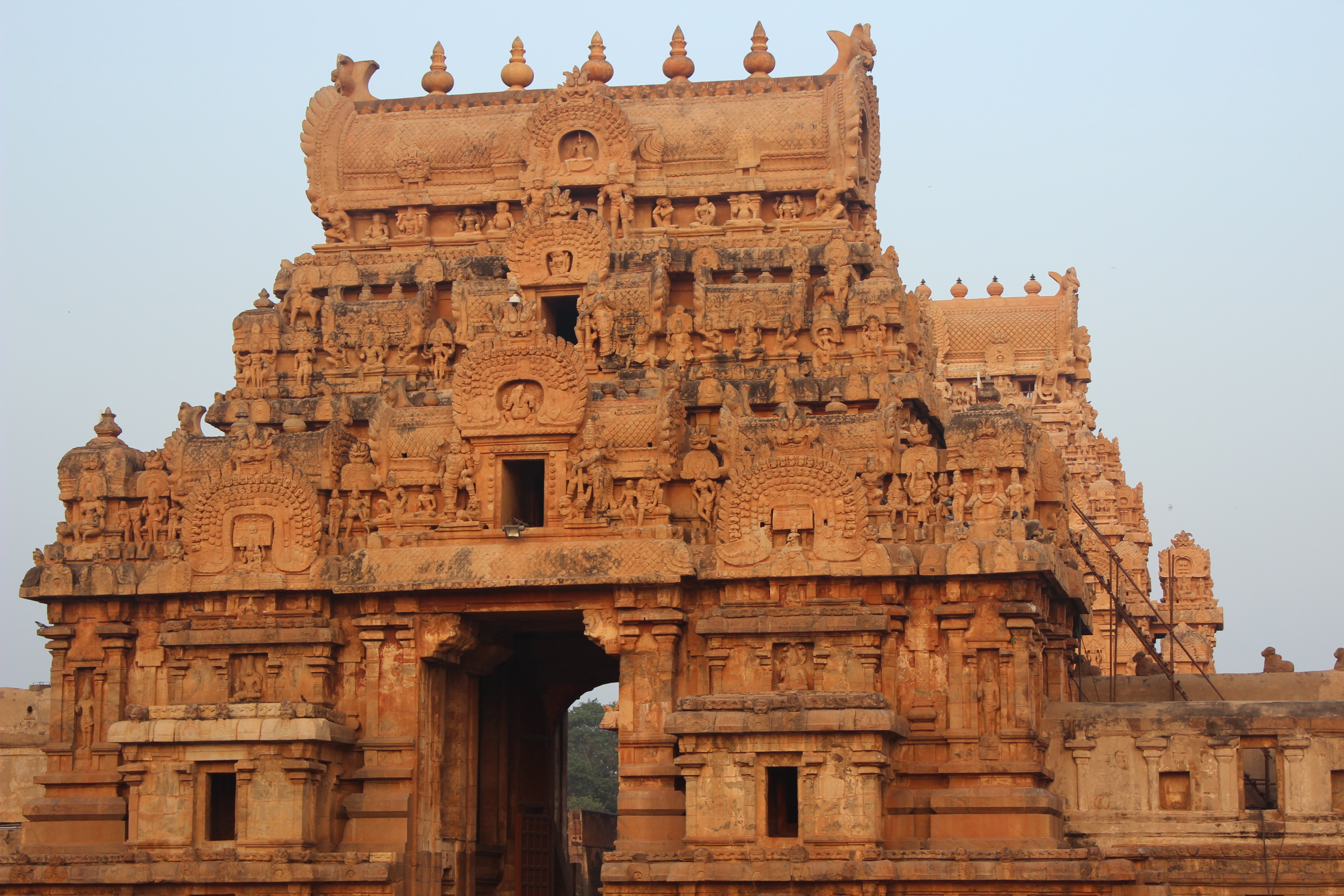
De gopurams aan de ingang van Thanjavur
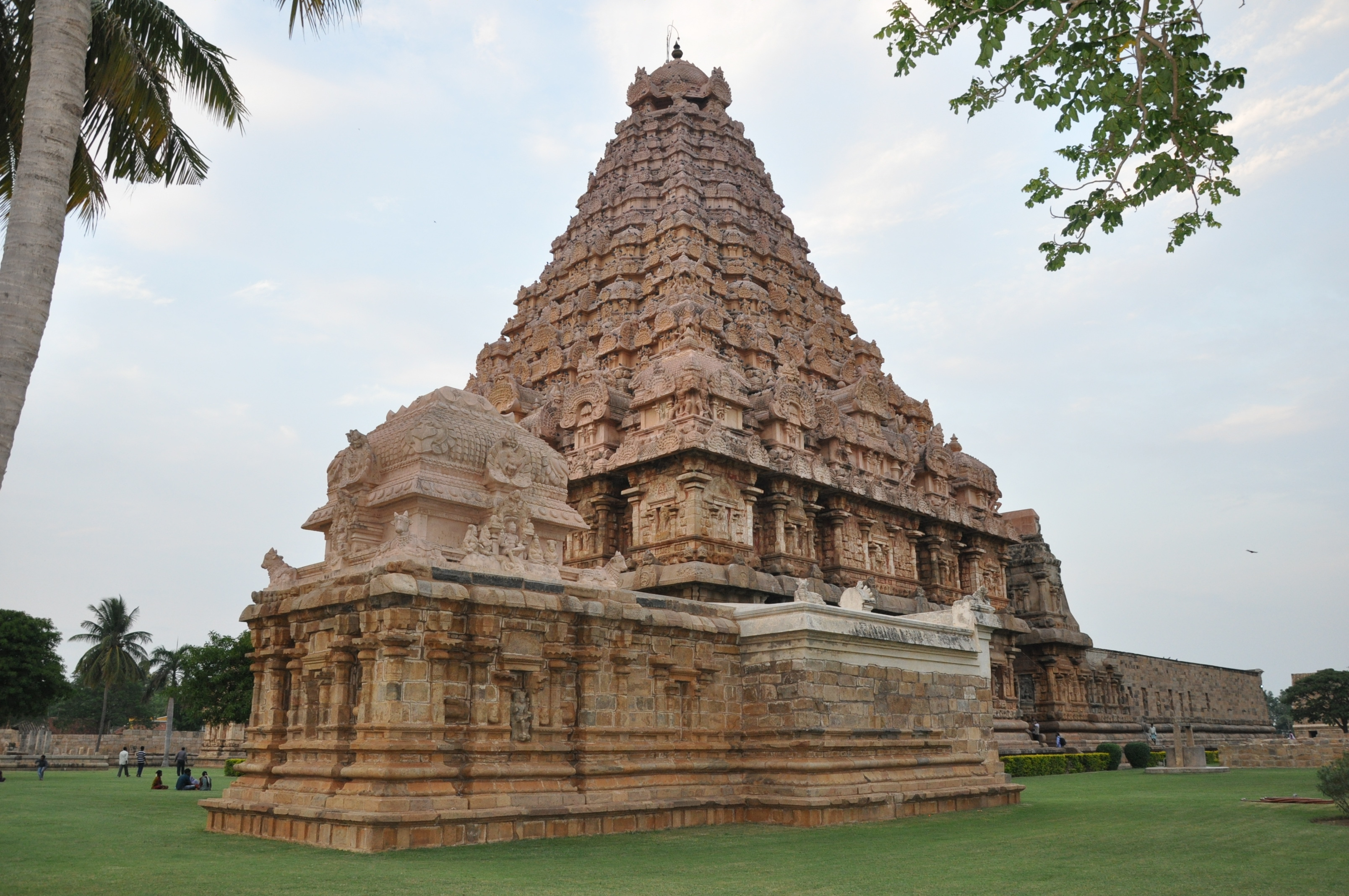
De tempel van Gangaikonda Cholapuram
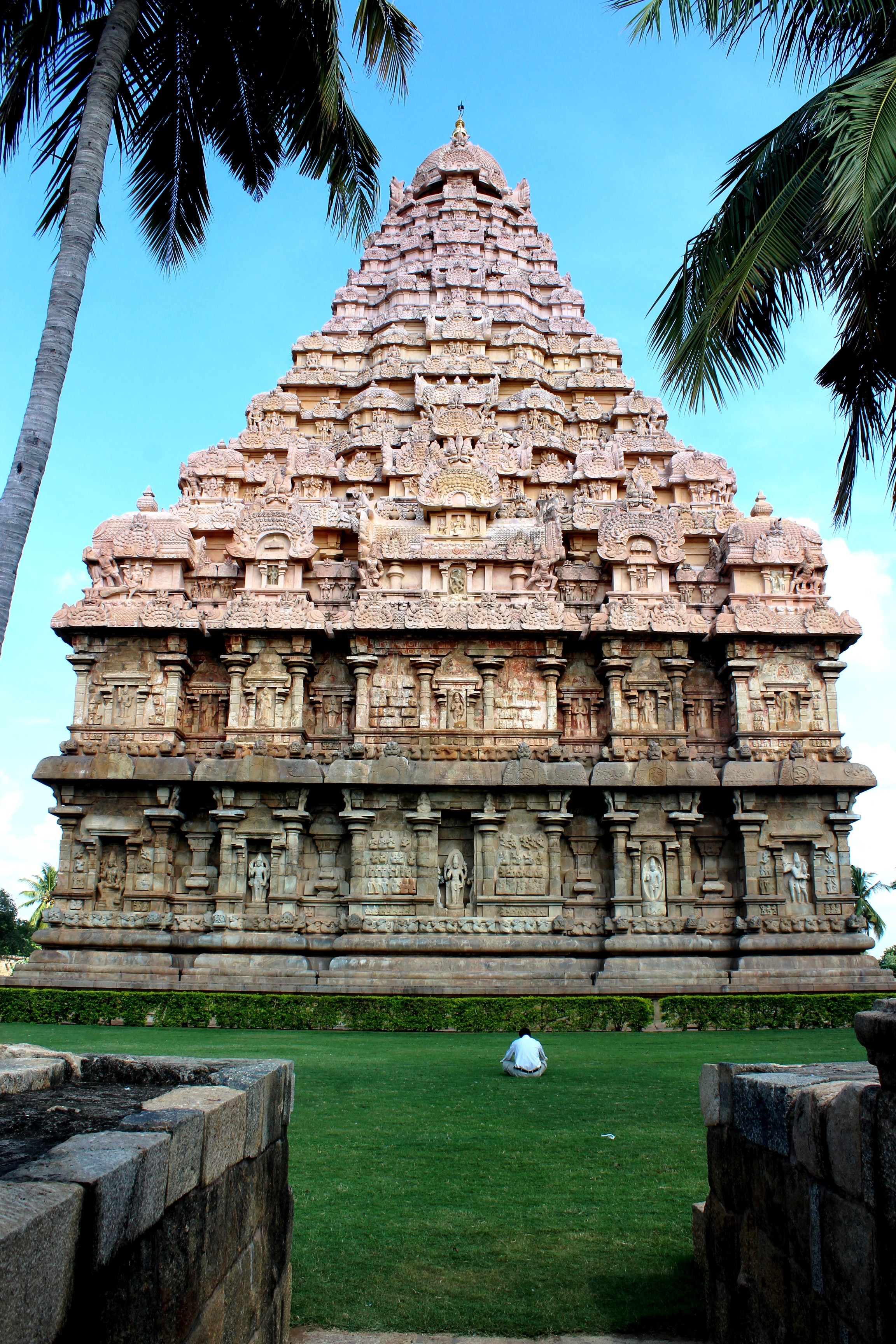
De piramidevormige structuur boven het heiligdom van de tempel van Gangaikonda Cholapuram
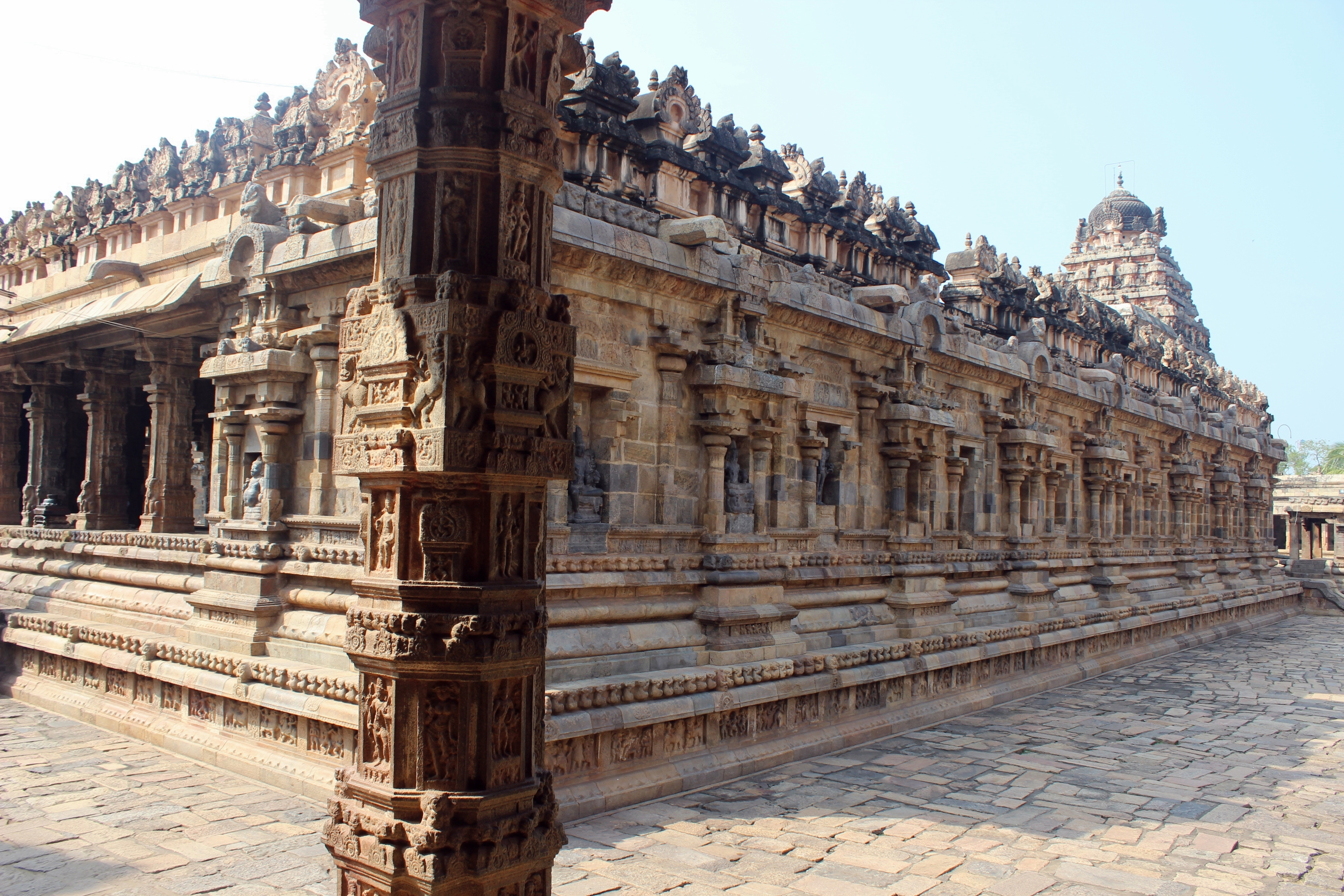
Een pilaar in Dravidische architectuur  aan de Airavatesvaratempel
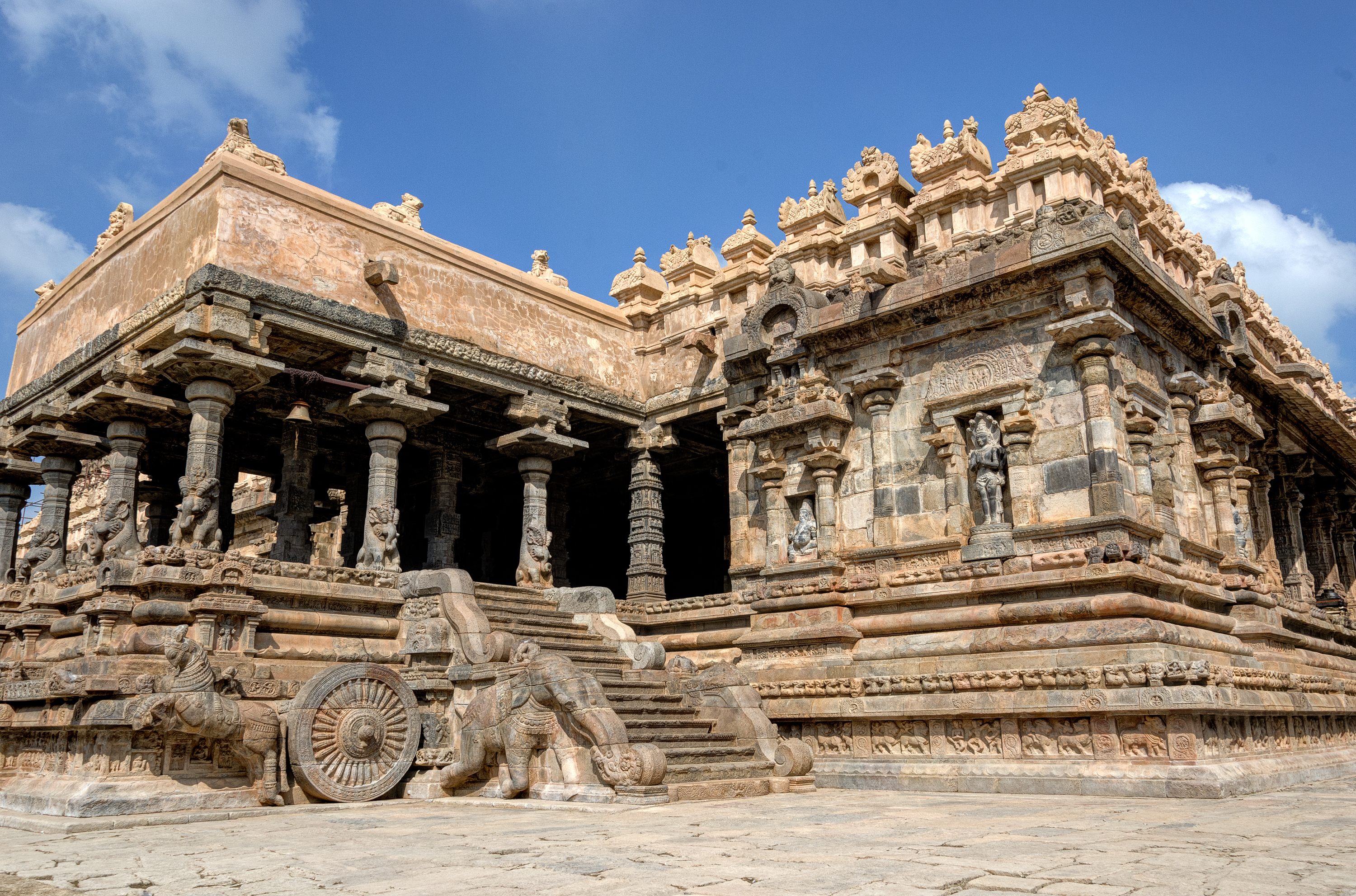
De Airavatesvaratempel

Grotten van Ajanta · Grotten van Ellora · Fort van Agra · Taj Mahal · Zonnetempel van Konárak · Monumentengroep bij Mahabalipuram · Nationaal park Kaziranga · Wildpark Manas · Nationaal Park Keoladeo · Kerken en kloosters van Goa · Monumentengroep bij Khajuraho · Monumentengroep bij Hampi · Fatehpur Sikri · Monumentengroep bij Pattadakal · Grotten van Elephanta · Chola-tempels · Nationaal park Sundarbans · Nationale parken Nanda Devi en Bloemenvallei · Boeddhistische monumenten bij Sanchi · Humayuns tombe, Delhi · Qutb Minar en zijn monumenten, Delhi · Bergspoorwegen van India · Mahabodhitempel · Rotsschuilplaatsen van Bhimbetka · Archeologisch park Champaner-Pavagadh · Chhatrapati Shivaji Terminus (voormalig Victoria Station) · Rode Fortcomplex · Heuvelforten van Rajasthan · Rani ki vav (the Queen’s Stepwell) in Patan, Gujarat · Nationaal park Great Himalayan · Nationaal park Khangchendzonga · Architecturaal werk van Le Corbusier (Hoofdstedelijk gebouwencomplex van Chandigarh) · Archeologische site Nalanda Mahavihara (universiteit van Nalanda) in Nalanda, Bihar · Historische stad Ahmadabad · Ensembles van neogotiek en art deco in Mumbai · De stad Jaipur, Rajasthan · Kakatiya Rudreshwara (Ramappatempel) · Dholavira: een stad van de Harappabeschaving · Moidams - het grafheuvelsysteem van de Ahomdynastie